# ريبيكا لوي
ريبيكا لوي (بالإنجليزية: Rebecca Lowe)‏ هي معلقة رياضية بريطانية، ولدت في 11 نوفمبر 1980 في إيلنغ في المملكة المتحدة.